# Mein Herz schlägt indisch
Mein Herz schlägt indisch (Originaltitel: Phir Bhi Dil Hai Hindustani) ist ein Hindi-Film aus dem Jahr 2000 unter der Regie von Aziz Mirza. Er zeigt die Geschichte eines Bürgers, der in die Fänge mächtiger Politiker gerät.

## Handlung
Ajay Bakshi und Ria Banerji arbeiten für zwei rivalisierende Fernsehsender. Beide versuchen den anderen auszustechen und zu erproben, wer der/die Beste ist. Bei diesen unterschiedlichen Bestrebungen und Hinterlistigkeiten, Nettigkeiten und Manipulationen verlieben sich die beiden ineinander.
Währenddessen tritt Mohan Joshi, der ein einfacher Bürger ist, in ihr Leben, nachdem er Maganlal Gupta erschossen hat, weil dieser Mohans Tochter Kavita bei einem Vorstellungsgespräch schändete. Mohan dem viel Unrecht geschehen ist, kommt ins Gefängnis. Er schafft es jedoch zu fliehen und trifft die beiden Journalisten. Er überzeugt Ajay und Ria, dass er kein Terrorist ist, sondern aus den genannten Motiven gehandelt hat, um für seine Tochter Gerechtigkeit zu erlangen.
Auf der anderen Seite zetteln Ramakant Dua, der CM werden will und der derzeitige Chief Minister Mushran einen brutalen Kampf an. Sie machen Mohan zum Terroristen und planen ihn zu hängen. Die beiden Sender arrangieren sich mit den Politikern und wollen die Hinrichtung live senden, da sie ihre Taschen füllt. Ajay und Ria finden sich aus dem Spiel gedrängt und versprechen die Wahrheit auf eigene Faust ans Licht zu bringen, die indischen Bürger zu informieren und Mohan zu retten. Als es ihnen gelungen ist Mohan zu retten fragt Ria Ajay, ob er sie heiraten will.

## Auszeichnungen
- IIFA Award für die besten Spezialeffekte